# Техникум Ростовского государственного университета путей сообщения
Техникум Ростовского государственного университета путей сообщения — средне-профессиональное техническое учебное заведение, занимающееся непрерывной подготовкой технических кадров для железнодорожного транспорта на Северном Кавказе (учреждено в 1878 году как Ростовское-на-Дону техническое железнодорожное училище при Ростово-Владикавказской железной дороге).
Исторически более распространено название Ростовский техникум железнодорожного транспорта (с 1938 по 2008 год.) Входит в структуру Ростовского государственного университета путей сообщения, расположен в Ростове-на-Дону.
Полное наименование: техникум федерального государственного бюджетного образовательного учреждения высшего образования «Ростовский государственный университет путей сообщения»

## История
История техникума неразрывно перекликается с зарождением железнодорожного транспорта на Северном Кавказе. В 1872 году было окончательно утверждено направление первой магистральной линии в регионе: Ростов-на-Дону — Владикавказ, тогда же утвердили и устав нового одноимённого железнодорожного акционерного общества. Открытие постоянного движения планировалось в 1875 году и вместе с тем возникал вопрос об оснащении дороги профессиональными кадрами.
5 октября 1878 года Правлением Общества Ростово-Владикавказской железной дороги был утверждён Устав Ростовского-на-Дону технического железнодорожного училища, что сделало его первым железнодорожным учебным заведением на Северном Кавказе  .
Открытие училища состоялось 19 августа 1879 года. Первым начальником училища был назначен кандидат сельского хозяйства, статский советник Килимов Лонгин . Место расположение главного корпуса с тех пор осталось неизменным — место под строительство училища было отдано на улице Сенной — ныне улица Максима Горького.
После национализации всех частных железных дорог, училище было передано в Наркомат путей сообщения и в 1921 году преобразовано в Ростовский политехникум путей сообщения (РППС).
В декабре 1929 года на базе техникума был основан Ростовский институт инженеров железнодорожного транспорта — сегодня головной университет РГУПС. В 1938 году политехникум меняет название на Ростовский техникум железнодорожного транспорта.
В честь 100-летнего юбилея в 1979 году техникум был награжден Почетной грамотой Верховного Совета СССР. В 1993 году завоевал звание «Техникум года на Северо-Кавказской железной дороге».
В 2003 году техникум, в связи с проведением реформы федерального железнодорожного транспорта был передан из Министерства путей сообщения в Федеральное агентство железнодорожного транспорта России. В 2008 году решением Правительства России Ростовский техникум железнодорожного транспорта перешёл в ведение Ростовского государственного университета путей сообщения, став его структурным подразделением .
С 2007 года директором техникума РГУПС является кандидат педагогических наук, почётный железнодорожник А. В. Мазуренко.

## Известные выпускники
Андреев-Оксар Александр Александрович — композитор, хоровой дирижёр, автор церковных сочинений, выпускник Ростовского-на-Дону технического железнодорожного училища 1903 года;
Курочка Александр Леонтьевич — советский машиностроитель, почётный железнодорожник, доктор технических наук. Непосредственный руководитель работ по проектированию одних из самых массовых электровозов сети железных дорог СССР серий: ВЛ60К, ВЛ80К, ВЛ80Т. Выпускник «с отличием» Ростовского техникума железнодорожного транспорта 1946 года;
Кутафин Семен Васильевич — первый кавалер знака «Почётный железнодорожник», выпускник Ростовского политехникума путей сообщения 1927 года (специальность «паровозы»);
Соснов Иван Дмитриевич — Министр транспортного строительства СССР в 1978—1985 годах, Герой социалистического труда СССР, выпускник Ростовского техникума железнодорожного транспорта 1930 года (специальность «строительство и эксплуатация железных дорог»).